# Willem Hendrik Keesom
Willem Hendrik Keesom (ur. 21 czerwca 1876 w Texel, zm. 3 marca 1956 w Lejdzie) – holenderski fizyk.
Uczeń H. Onnesa. Profesor uniwersytetów w Utrechcie i Lejdzie. Dyrektor Międzynarodowego Instytutu Niskich Temperatur w Lejdzie.
Zajmował się niskimi temperaturami. W 1926 zestalił hel, w 1927 odkrył (wraz z Mieczysławem Wolfke) hel II, w 1935 nadprzewodnictwo cieplne helu.
Doctor honoris causa Politechniki Warszawskiej.
Był członkiem Królewskiej Holenderskiej Akademii Sztuk i Nauk.